# Заяц-портной
«Заяц-портной» — советский рисованный мультипликационный фильм-сказка 1937 года, который сняли на студии «Союзмультфильм» Валентина и Зинаида Брумберг.

## Сюжет
Заяц-портной допустил непростительную ошибку. Весной он снял мерку со своих клиентов — парочки баранов и медвежат. На пришедших осенью, подстриженных баранах, новые костюмы болтались, а выросшие медведи не могли залезть в сшитые на детей брюки.
Не поздоровилось бы зайцу, не догадайся он поменять обновки: медведям — бараньи, а баранам — медвежьи.

## Над фильмом работали
- Сценарий: В. Каринского
- Режиссёры:
  - Валентина Брумберг
  - Зинаида Брумберг
- Композитор: Михаил Старокадомский
- Ассистент: Т. Басманова
- Художники-мультипликаторы:
  - Ламис Бредис
  - Фаина Епифанова
  - Борис Дёжкин
  - Константин Малышев
  - М. Зотова
- Текст песен: Георгия Берёзко
- Звукооператор: С. Ренский
- Оператор: Д. Каретный

## Технические данные
- Чёрно-белый, звуковой